# Хлипнівка
Хли́пнівка — село в Україні, у Звенигородському районі Черкаської області, центр сільської ради. Населення — 599 чоловік.
Село розташоване на лівому березі річки Гнилий Тікич, за 7 км на північ від районного центру — міста Звенигородка та за 20 км від залізничної станції Звенигородка. Через Хлипнівку проходить дорога, яка сполучає село Майданівка зі Звенигородкою.
У селі є високий пагорб, який називають Хомовою горою. За переказами, Хомова гора була власністю Хоми. Пізніше її купив Калюжний Пилип Власович. Громада відсудила гору під громадське глинище і повернула гроші Калюжному.

## Походження назви
Існує кілька версій походження назви села:
- від слова Хлібновка, тобто село з хлібом, хліборобське, заможне. Проте ця версія малоймовірна, оскільки місцеві жителі були малоземельні і жили в злиднях;
- за іншою версією Хлипнівка-Верески походить від слів хліпати, верещати. Ця версія ближче до істини, бо там де злидні і голод завжди сварки: жінка хлипає, діти верещать;
- назва походить від першого поселенця Хлипнівського.

## Історія
Село виникло на території двох поселень — сучасної Хлипнівки і Верески, яке знаходилося у нинішньому лісі.
Вперше Хлипнівка згадується 1750 року. 1828 року 14-ти річний Тарас Шевченко два тижні навчався тут малювання в місцевого маляра.
Лаврентій Похилевич у книзі «Сказання про населені місцевості Київської губернії» пише:
|  | Хлыпновка, село называется также Вересками, в 5-ти верстах от Звенигородки, выше по реке Тикичу. Жителей обоего пола: православных — 603, римских католиков — 85, евреев — 55; земли — 565 десятин. У Балинскаго сказано (стр. 1387), что основано около 1750 года. Церковь Михайловская, деревянная, 5-го класса; земли имеет 58 десятин. Построена Тимофеем Лаврентовичем неизвестно когда, но после 1741 года; потому что в этом году приходская церковь была в Мурзинцах, а в Хлыпновке церкви не было. 29-го мая 1860 года в Хлыпновской церкви в северном притворе поставлены в новом ящике 71 святых остатков: мощей угодников, вериг, древа крестного и столпа. Эти частицы, принадлежавшие первоначально роду Салтыковых, пожертвованы в Хлыпновскую церковь по завещанию майора Эйленгаупта и его жены Ирины, погребенных при церкви |

.
Станом на 1885 рік у колишньому державному селі Богачівської волості Звенигородського повіту Київської губернії мешкало 580 осіб, налічувалось 110 дворове господарство, існували православна церква, школа, постоялий будинок, лавка, водяний і 2 вітряних млини.
За переписом 1897 року кількість мешканців зросла до 831 особи (420 чоловічої статі та 411 — жіночої), з яких 790 — православної віри.
Село постраждало внаслідок геноциду українського народу, проведеного окупаційним урядом СССР 1923—1933 та 1946–1947 роках.
259 мешканців села брали участь у боях радянсько-німецької війни, 163 з них загинули, 79 нагороджені орденами й медалями. Воїнам-односельцям, що загинули, встановлено пам'ятник.
У післявоєнний час у селі було засноване колективне господарство під назвою «Серп і Молот», яке пізніше перейменували у колгосп «1 Травня». Господарство спеціалізувалось на вирощуванні зернових і технічних культур, працював млин.
Також на той час працювали восьмирічна школа, клуб, три бібліотеки з фондом 5 тисяч книг, фельдшерсько-акушерський пункт.
В 1962 році в межах Хлипнівського лісу відкрито дитячий оздоровчий табір «Юний ленінець». Зі здобуттям незалежності став носити горду назву «Звенигора». 2013 року директором був Антонюк Олександр Васильович, голова Ради ветеранів Афганістану Звенигородського району.
21 червня 2012 року під час І табірної зміни адміністрацією та виховательським складом табору було проведено урочисту лінійку з нагоди 50-річчя.

## Сучасність
Сьогодні у селі існують клуб, бібліотека, фельдшерсько-акушерський пункт; проведено газифікацію.
Нині землі колективної власності здані в оренду та повністю обробляються такими орендарями, як фермер О. І. Матвієнко (житель села Гудзівка), ЗАТ «Євросервіс» (генеральний директор — Є. С. Івахненко), ТОВ НВФ «Урожай» (генеральний директор — О. В. Васецький), ТОВ «Сад агро» (директор — С. М. Войтко).

## Населення

### Мова
Розподіл населення за рідною мовою за даними перепису 2001 року:
| Мова       | Кількість | Відсоток |
| ---------- | --------- | -------- |
| українська | 590       | 98.5%    |
| російська  | 9         | 1.5%     |
| Усього     | 599       | 100%     |

## Відомі люди
В селі народилися:
- Олександр Сорока (* 1900 — † 1963) — український хоровий диригент, народний артист УРСР;
- Василь Васильович Стрижиус (1950) — поет;
- Ярова Лідія Захарівна — депутат Верховної Ради УРСР 11-го скликання.

Періодично (переважно весняно-літній період) на берегах річки Гнилий Тікич прудить рибу відомий письменник Василь Шкляр, автор нового найпопулярнішого роману «Чорний Ворон» — хіт 2009—2010 років.